# Buschauffeur

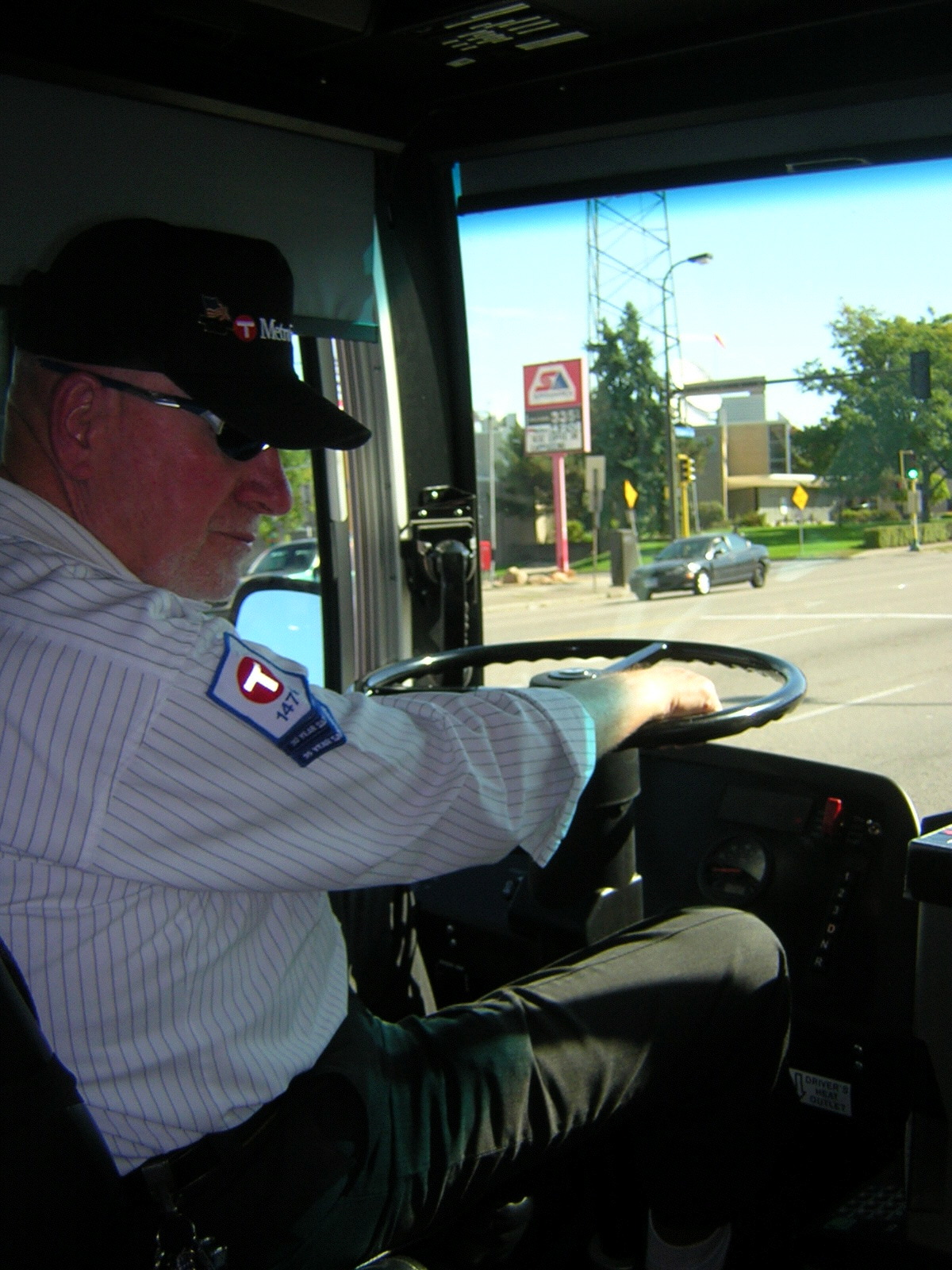
Buschauffeur in de Amerikaanse stad Minneapolis

Een buschauffeur is de bestuurder van een touringcar of autobus die gebruikt wordt voor het verrichten van personenvervoer. Een bestuurder van een touringcar wordt ook wel aangeduid als touringcarchauffeur.
In het stads- en streekvervoer stempelt en/of controleert de chauffeur ook de vervoerbewijzen, opent en sluit de deuren van de bus, en verschaft reisinformatie. In Nederland kunnen ze soms aansluitingen regelen via de verkeersleiding met de boordcomputer. Er is daardoor geen direct contact meer met aansluitende bussen zoals vroeger bij de combofoon. In bepaalde regio's kunnen chauffeurs echter nog wel met elkaar communiceren door middel van zogenaamd "kort verkeer". De chauffeur van een touringcar kan ook reisleider zijn, waardoor deze verantwoordelijk is voor de begeleiding van de groep passagiers.

## Vereisten voor Nederlandse buschauffeurs
Om een bus te mogen besturen dient aan onderstaande eisen te worden voldaan:
- Minimumleeftijd 18 jaar (conform pilot jonge buschauffeur, verplicht met code 95) / 21 jaar

- In het bezit van rijbewijs B (personenauto) + rijbewijs D (autobus) met code 95 (tot 2009 was dit het Chauffeursdiploma)
- Geldige Geneeskundige Verklaring van een gecertificeerde bedrijfsarts

Facultatief:
- Rijbewijs E-bij-D voor het besturen van een bus met (bagage-)aanhangwagen
- EHBO-diploma
- Psychologische test (alleen stads- en streekvervoer chauffeurs, niet verplicht). Hierbij wordt onder meer stressbestendigheid, ruimtelijk inzicht, het reactievermogen en het algemene niveau getest.

## Opleiding
Openbaarvervoerbedrijven bieden de opleiding tot buschauffeur met bijbehorende certificaten intern aan, vaak met reductie van de opleidingskosten met als tegenprestatie dat de chauffeur een aantal jaar voor het bedrijf in dienst treedt. Ook is de opleiding extern te volgen. Chauffeurs op een gelede bus, trolleybus of een 25-meter bus (dubbelgelede bus) zoals bij U-OV Utrecht dienen extra instructieritten te volgen.
Voor chauffeurs die op een touringcar willen rijden is de opleiding alleen extern te volgen. Hiervoor bestaat ook een speciaal CCV diploma touringcarvervoer met diverse specialisaties, dat niet verplicht is.
Verder bestaat er een mbo niveau 3 opleiding voor leerling-touringcarchauffeur/reisleiders, deze wordt onder andere op het ROC in Almelo (Twente) aangeboden.

## Trivia
- Voor het besturen van een gelede (of dubbelgelede) bus is geen rijbewijs categorie E nodig. Dubbelgelede bussen rijden op een aparte vergunning: ze zijn officieel nog niet toegelaten op de openbare weg en mogen zich dan ook niet buiten hun route c.q. vervoersgebied begeven.